# Музей завтрашнего дня
Музей завтрашнего дня (порт. Museu do Amanhã) — музей науки в городе Рио-де-Жанейро, Бразилия. Он был спроектирован испанским неофутуристическим архитектором Сантьяго Калатравой и построен рядом с набережной в Пьер-Мауа. Его строительство было поддержано Фондом Роберто Мариньо и обошлось примерно в 230 миллионов реалов. Здание было открыто 17 декабря 2015 года в присутствии президента Дилмы Русеф.

## Выставки
Основная выставка проводит посетителей по пяти основным направлениям: Космос, Земля, Антропоцен, Завтра и Мы с помощью ряда экспериментов и опытов. Этот сложный, но увлекательный музей сочетает науку с инновационным дизайном, чтобы сосредоточиться на устойчивых городах и экологичном мире.
Музей был частью реконструкции портовой зоны города к летним Олимпийским играм 2016 года.

## Галерея

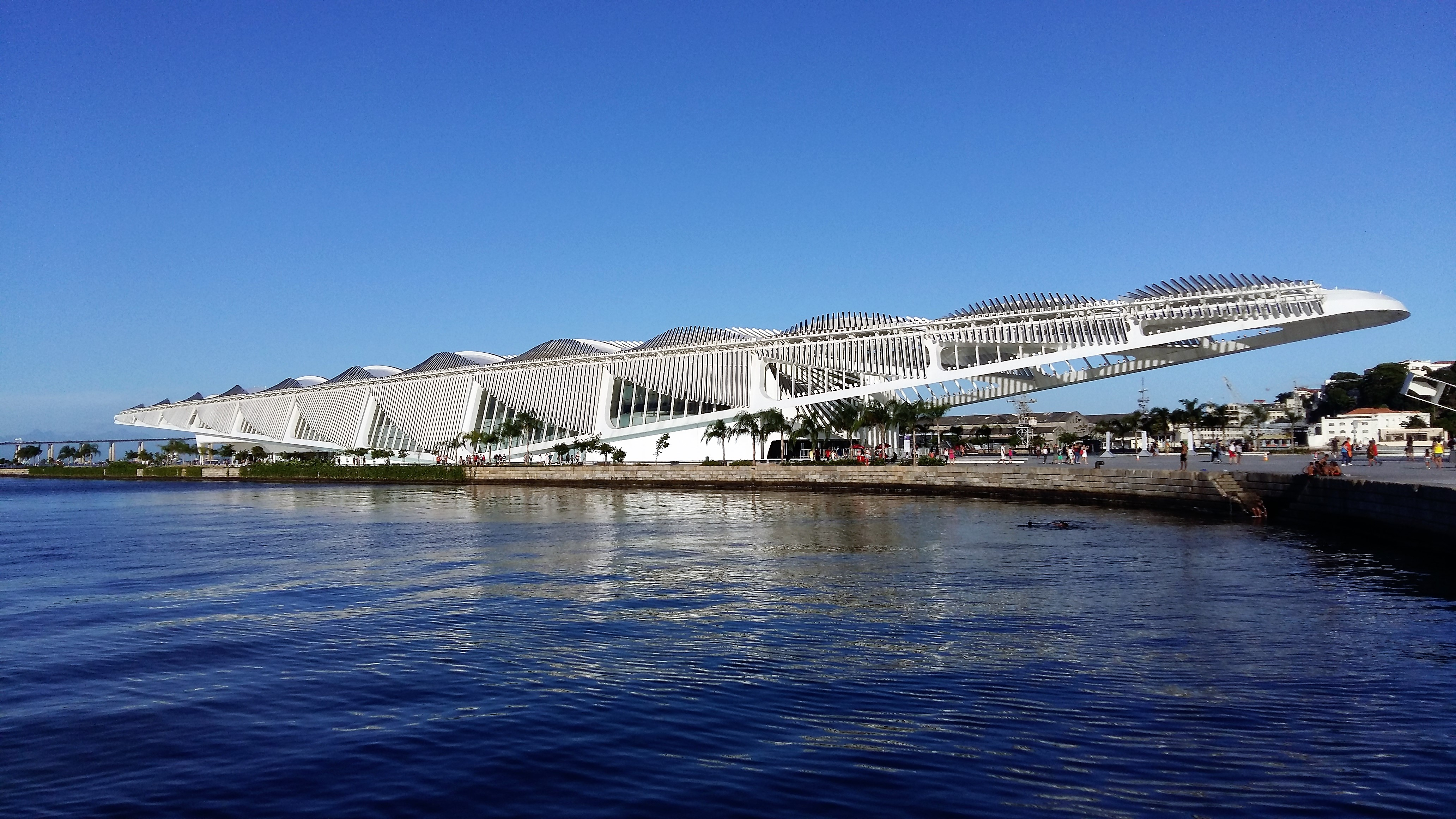
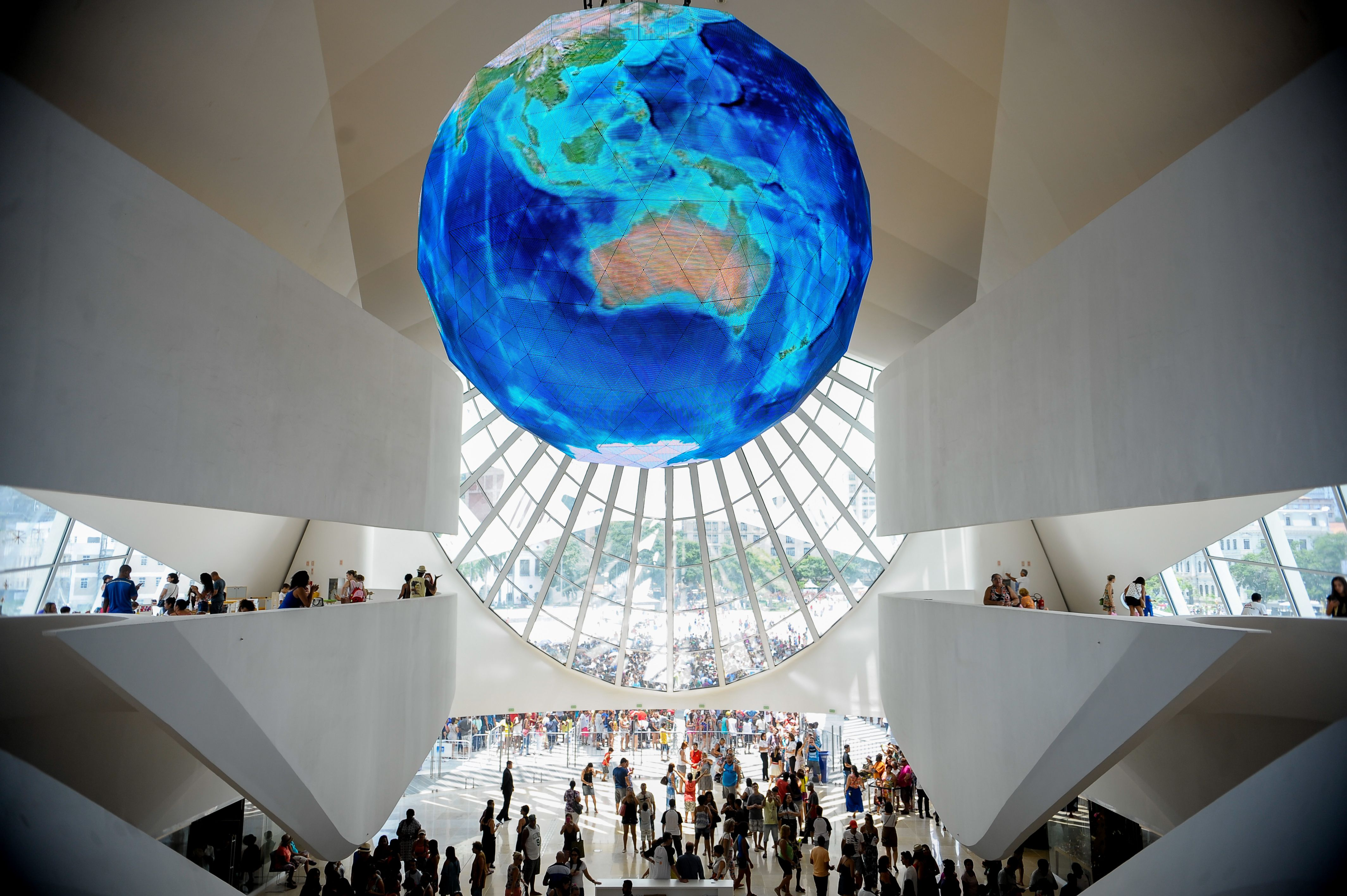
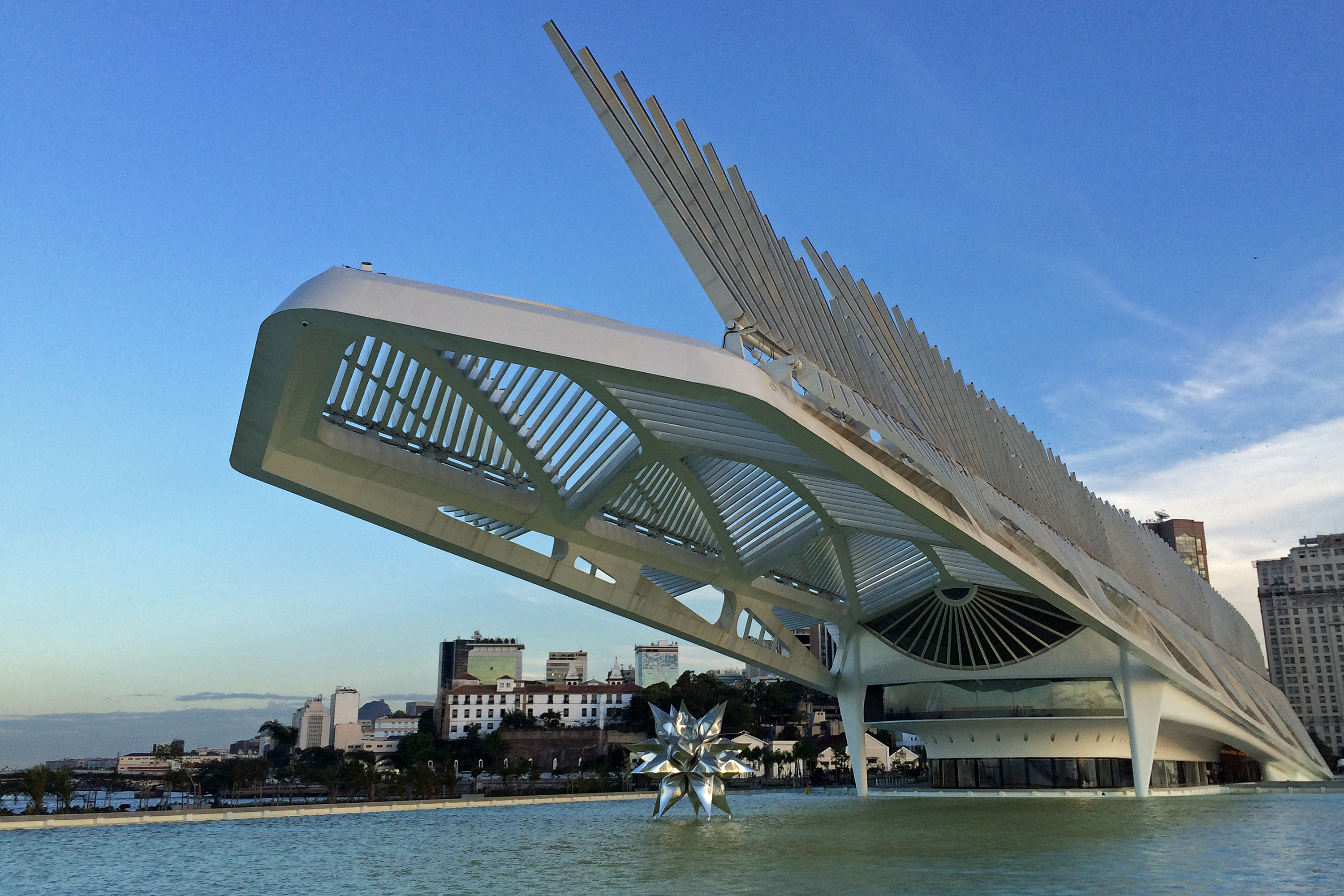